# 迦太基 (密西西比州)
迦太基（英語：Carthage）是一個位於美國密西西比州利克縣的城市。根據2010年美國人口普查，該地共人口5,075人，而該地的面積約為24.30平方千米。同時該地也是利克縣的縣治。

## 地理
迦太基的座標為32°44′29″N 89°32′06″W / 32.74139°N 89.53500°W，而該地的平均海拔高度為107米（即351英尺）。